# Seligeria cardotii
Seligeria cardotii là một loài rêu trong họ Seligeriaceae. Loài này được R. Br. bis mô tả khoa học đầu tiên năm 1898.